# Ølglas
Et ølglas er et drikkeglas til øl.
En indsnævret top fremhæver øllets aroma og holder bedre på skummet. Smalle glas giver mere skum og fremhæver den bitre smag bagerst på tungen.
Et tykt ølglas overfører sin temperatur til øllet, mens et tyndt glas tillader brugeren at temperere øllet i hånden. Flere typer ølglas har håndtag, som forhindrer varmen fra hånden i at nå øllet.

## Galleri
- Antikt ølglas ca 1455
- Ølglas på fod, Thor ølglas
- Ølglas på fod, fransk
'3 Monts' øl
- Suntory beer
- Carlsberg flaske og glas
- Ekstra højt ølglas
- 1 liter ølkrus eller ølglas med hank
- Glas og flaske til Kellerbier, (tysk upasteuriseret øl)

- Wikimedia Commons har flere filer relateret til Ølglas